# Conclavisme
Le conclavisme est l'élection, depuis le seconde moitié du 20e siècle, d'un pape par un groupe agissant en tant qu'un ou prétendant agir à la place d'un conclave, en opposition à l'actuel pape.
Cette revendication est généralement associée à la revendication, connue sous le nom de sédévacantisme, selon laquelle le titulaire actuel du titre de la papauté n'est pas pape, à la suite de quoi les tenants de cette position considèrent qu'ils ont le droit d'élire un pape.
Le terme vient du mot « conclave », terme d'une réunion du Collège des cardinaux convoquée pour élire un évêque de Rome, lorsque ce siège est vacant.

## Débuts
Le phénomène de sédévacantisme s'est développé à la fin des années 1960 et dans les années 1970, années qui ont suivi le concile Vatican II. Au milieu des années 1970, le pionnier sédévacantiste, le père Joaquín Sáenz y Arriaga du Mexique, a préconisé la tenue d'une élection papale, et certains autres catholiques traditionalistes ont discuté de l'idée au cours des années suivantes.
David Bawden, à la fin des années 1980, a promu l'idée d'une élection papale et a finalement envoyé plus de 200 exemplaires de son livre aux rédacteurs en chef de toutes les publications sédévacantistes qu'il a pu trouver, et à tous les prêtres répertoriés dans un répertoire des traditionalistes comme étant sédévacantistes. Il a ensuite été élu par un groupe de six personnes qui comprenait lui-même et ses parents, et a pris le nom de "Pape Michael".

## Revendicateurs conclavistes de la papauté
- Pierre III (Joseph Odermatt). Le quatrième pape de l'Église Palmarienne.
- Michel Ier (David Bawden (en)) (1990-2022) : En 1990, Teresa Stanfill-Benns et David Bawden du Kansas aux États-Unis, ont appelé à un conclave pour élire un antipape. Ils ont fait connaître leur demande dans le monde, mais seulement six personnes ont participé aux élections. Le 16 juillet 1990, les six se sont réunis à Belvue, dans le Kansas, et ont élu Bawden qui a pris le nom de Michel[1],[4].
- Linus II (Victor von Pentz) (1994). Un autre conclave, cette fois tenu à Assise, en Italie, a élu le sud-africain Victor von Pentz, ancien séminariste de la Fraternité sacerdotale Saint-Pie X, en tant que Linus II en 1994. Linus a élu domicile dans le Hertfordshire, en Angleterre[5],[6].
- Pie XIII (Lucian Pulvermacher) (1998-2009). En octobre 1998, la Vraie Église Catholique (pl), se trouvant aux États-Unis, a élu Lucian Pulvermacher sous le nom de Pie XIII. Il est décédé le 30 novembre 2009. Aucun successeur n'a été nommé depuis sa mort.
- Léon XIV (Oscar Michaelli) (2006-2007). Le 24 mars 2006, un groupe de 34 épiscopes vagantes a élu l'Argentin Oscar Michaelli sous le nom de Léon XIV. À sa mort, le 14 février 2007, il a été remplacé par Juan Bautista Bonetti, qui a pris le nom d'Innocent XIV, mais a démissionné le 29 mai 2007. Il a été remplacé par Alejandro Tomás Greico, qui a pris le nom d'Alexandre IX.